# Синявка (притока Ушки)
Синявка — річка в Україні, у Дунаєвецькому районі Хмельницької області. Права притока Ушки (басейн Дністра).

## Опис
Довжина річки приблизно 6,9 км.
Річка має 6 невеликих приток, з них 2 — ліві (довжиною 0,1 км та 0,9 км) та 4 — праві (довжиною 0,15 км, 0,45 км, 0,2 км та 0,6 км). У верхній течії на лівій притоці створено ставок, площею 0,2 га. Інший невеликий ставок, площею 0,1 га створено в середній течії річки.

## Розташування
Бере початок на південному сході від Варварівки. Тече переважно на південний схід через Синяківці і на північному сході від Малої Кужелівки впадає у річку Ушку, праву притоку Ушиці.
До 30-х років ХХ століття в середній течії річки існував водяний млин, котрим користувалися мешканці Синяківців та Малої Кужелівки, проте в радянські часи його розібрали.

## Походження назви
Річка Синявка вперше згадується 15 серпня 1386 року в дарчій грамоті литовського князя Вітовта своєму слузі Василю Карачевському на поселення Симяків (нині — село Синяківці). Тоді річка носила назву Джурджової. [джерело?]
Назва Синявка походить від чистої джерельної води в річці, у якій синіло небо.